# Telepizza
Telepizza es una cadena multinacional española de pizzerías con presencia en varios países del mundo. Tiene su sede central en San Sebastián de los Reyes, municipio de la Comunidad de Madrid. En 2018 fue considerada la mayor compañía de pizzas no proveniente de Estados Unidos.

## Historia
Fue fundada por el inmigrante cubano Leopoldo Fernández Pujals y un grupo de madrileños y vigueses, quienes en 1987 inauguraron su primer restaurante Telepizza en el madrileño barrio del Pilar (C/ Fermín Caballero 94). La cadena se extendió por la ciudad primero y creció en pocos años hasta convertirse en líder del mercado español de pizzas.
La participación más significativa en la sociedad correspondía a su fundador, que controlaba el 38,8% del capital. En esta su primera etapa, jamás repartió dividendos entre los accionistas.
La compañía tenía fábricas en Guadalajara, Barcelona, Móstoles, Alcobendas, pero posteriormente todas fueron vendidas y el grueso de la producción se centra en una única fábrica en Daganzo de Arriba (Madrid). En la fábrica se producen las bolas de masa de forma centralizada para luego distribuirlas a los restaurantes. Ocurre lo mismo con el resto de los ingredientes necesarios, que se fabrican o compran de forma centralizada.
Leopoldo Fernández tuvo que empeñar su casa, pedir préstamos e, incluso, sufrir en octubre de 1995 un “golpe de mando” que, fraguado por su hermano Eduardo y otros pequeños accionistas, provocó su salida de la presidencia. A finales de junio de 1996 regresó a la dirección de Telepizza de la mano del banco BBVA, entonces el tercer mayor accionista de la compañía.
El 13 de noviembre de 1996 la empresa salió a bolsa, siendo la primera en su género que empezaba a cotizar en el mercado nacional de valores. Para entonces la compañía era líder del reparto a domicilio de pizzas, con 233 establecimientos en España y presencia en Andorra, Portugal, Polonia, Cuba, Chile, México, Guatemala, El Salvador, Marruecos e Irán.
A lo largo de 1999 Leopoldo Fernández fue vendiendo paulatinamente su participación en la empresa, provocando una caída acumulada de un 44,64%; hasta el 22 de octubre, cuando vendió fuera de mercado el 30,25% que le quedaba (más de 10 millones de acciones) un 15% más baratas, embolsándose 50.000 millones de pesetas. Unas horas antes, la cotización fue suspendida por la Comisión Nacional del Mercado de Valores porque se había filtrado la noticia.
El control de la empresa lo tomó Pedro Ballvé (Campofrío Food Group) y José Carlos Olcese (TeleChef, a su vez controlado por Campofrío). La justificación de la “espantada” de Pujals fue: «Poder dedicarse con plena libertad a la causa de la defensa de los Derechos Humanos en Cuba y al hecho de que dicha actividad no pueda suponer, en ningún momento, ningún tipo de consecuencia negativa para Telepizza».

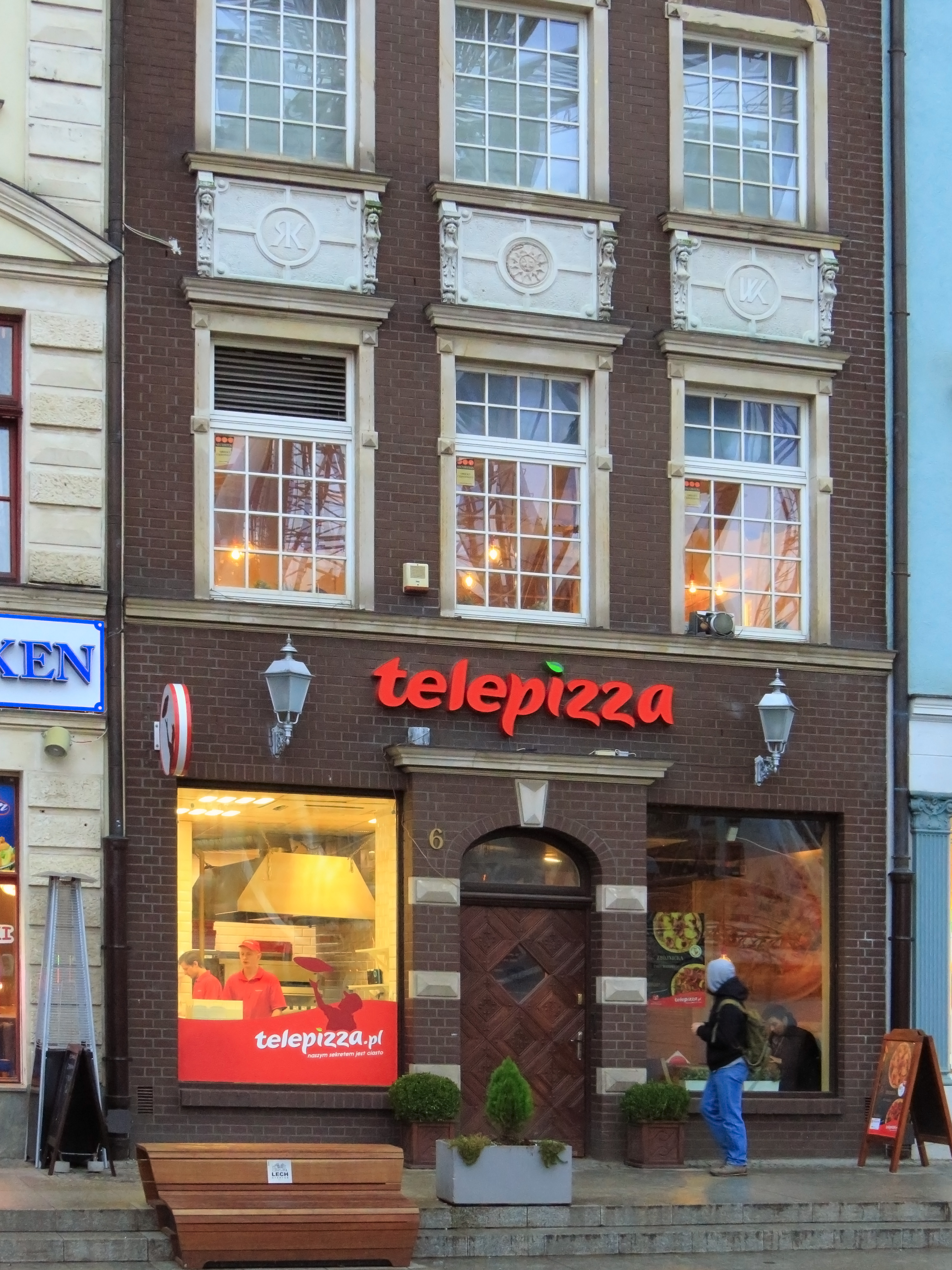
Telepizza en Polonia

A finales de 2003, se informó el cierre de operaciones en México y Francia. Para 2008, se aperturan sucursales en Dubái y en julio de 2010 se anunció la llegada de la cadena de pizzerías a Colombia, comprando la cadena colombiana de pizzerías Jeno's Pizza y así obteniendo una cobertura de más de 80 restaurantes por todo el país. Además de la apertura en Perú (2011), Ecuador (2012), Panamá y Rusia (2013), Bolivia y Angola (2015) y Arabia Saudí (2016). También continúa trabajando en su desarrollo digital y en la mejora del servicio de pedidos en línea.
En diciembre de 2011, Telepizza cerró un acuerdo con Air Europa, de manera que se servirán sus pizzas en la compañía de vuelos española.
En abril de 2016 Telepizza vuelve a la bolsa española con un precio fijado en 7,75 euros por acción, lo que supone valorar la compañía en 800 millones de euros.
En julio de 2017 la empresa abrió su primer restaurante en Irán y con proyección a abrir dos más en diciembre del mismo año, fue el primer restaurante abierta en Asia del Sur y la segunda en Oriente Medio.
Desde noviembre de 2017, Telepizza inauguró sus dos locales en Paraguay, siendo anunciada su llegada más de siete meses atrás.
En 2017 abrió su primer establecimiento en el Reino Unido.
En 2023 Telepizza decide no renovar el contrato de Master Franquicia a Pollo Campero en Guatemala y El Salvador, pasando a operar como Pizza Campero. Algo similar sucedió también en Bolivia, donde las operaciones de Telepizza en ese país cambiaron de nombre a Tpizza.
En enero de 2025 Telepizza anunció el cese de sus operaciones en Chile tras 29 años de estadía en el país. Esto debido a razones económicas, competitivas y financieras que dificultaron su proyección como cadena de pizzas a lo largo del territorio.